# 1991-es Formula–1 japán nagydíj
A japán nagydíj volt az 1991-es Formula–1 világbajnokság tizenötödik futama.

## Futam
Az előző évekhez hasonlóan ismét Japánban dőlt el a világbajnoki cím sorsa: a két McLaren indult az első sorból, majd a rajt után is megtartották vezető helyüket Mansell előtt, aki a 10. körben kicsúszott és feladni kényszerült a versenyt. Senna így megszerezte 3. világbajnoki címét is. Senna a verseny során megelőzte csapattársát, de az utolsó körben, a célegyenes előtt visszaengedte őt. Berger így első győzelmét ünnepelhette a McLarennél. Patrese a 3. helyen ért célba Prost, Brundle (aki a Brabham utolsó pontját szerezte) és Modena előtt.
|         | Rsz. | Versenyző          | Csapat             | Körök | Idő/Kiesések | Rajthely | Pontok |
| ------- | ---- | ------------------ | ------------------ | ----- | ------------ | -------- | ------ |
| 1       | 2    | Gerhard Berger     | McLaren-Honda      | 53    | 1:32:10,695  | 1        | 10     |
| 2       | 1    | Ayrton Senna       | McLaren-Honda      | 53    | + 0,344      | 2        | 6      |
| 3       | 6    | Riccardo Patrese   | Williams-Renault   | 53    | + 56,731     | 5        | 4      |
| 4       | 27   | Alain Prost        | Ferrari            | 53    | + 1:20,761   | 4        | 3      |
| 5       | 7    | Martin Brundle     | Brabham-Yamaha     | 52    | + 1 kör      | 19       | 2      |
| 6       | 4    | Stefano Modena     | Tyrrell-Honda      | 52    | + 1 kör      | 14       | 1      |
| 7       | 20   | Nelson Piquet      | Benetton-Ford      | 52    | + 1 kör      | 10       |        |
| 8       | 15   | Maurício Gugelmin  | Leyton House-Ilmor | 52    | + 1 kör      | 18       |        |
| 9       | 25   | Thierry Boutsen    | Ligier-Lamborghini | 52    | + 1 kör      | 17       |        |
| 10      | 10   | Alex Caffi         | Footwork-Ford      | 51    | + 2 kör      | 26       |        |
| 11      | 14   | Gabriele Tarquini  | Fondmetal-Ford     | 50    | + 3 kör      | 24       |        |
| Kiesett | 26   | Érik Comas         | Ligier-Lamborghini | 41    | Generátor    | 20       |        |
| Kiesett | 23   | Pierluigi Martini  | Minardi-Ferrari    | 39    | Elektronika  | 7        |        |
| Kiesett | 19   | Michael Schumacher | Benetton-Ford      | 34    | Motorhiba    | 9        |        |
| Kiesett | 12   | Johnny Herbert     | Lotus-Judd         | 31    | Motorhiba    | 23       |        |
| Kiesett | 3    | Nakadzsima Szatoru | Tyrrell-Honda      | 30    | Kicsúszás    | 15       |        |
| Kiesett | 30   | Szuzuki Aguri      | Lola-Ford          | 26    | Motorhiba    | 25       |        |
| Kiesett | 24   | Gianni Morbidelli  | Minardi-Ferrari    | 15    | Kerék        | 8        |        |
| Kiesett | 5    | Nigel Mansell      | Williams-Renault   | 9     | Kicsúszás    | 3        |        |
| Kiesett | 32   | Alessandro Zanardi | Jordan-Ford        | 7     | Váltó        | 13       |        |
| Kiesett | 11   | Mika Häkkinen      | Lotus-Judd         | 4     | Motorhiba    | 21       |        |
| Kiesett | 33   | Andrea de Cesaris  | Jordan-Ford        | 1     | Baleset      | 11       |        |
| Kiesett | 22   | Jyrki Järvilehto   | Dallara-Judd       | 1     | Baleset      | 12       |        |
| Kiesett | 21   | Emanuele Pirro     | Dallara-Judd       | 1     | Baleset      | 16       |        |
| Kiesett | 16   | Karl Wendlinger    | Leyton House-Ilmor | 1     | Baleset      | 22       |        |
| Kiesett | 28   | Jean Alesi         | Ferrari            | 0     | Motorhiba    | 6        |        |
| NK      | 9    | Michele Alboreto   | Footwork-Ford      |       |              |          |        |
| NK      | 34   | Nicola Larini      | Lambo-Lamborghini  |       |              |          |        |
| NK      | 35   | Eric van de Poele  | Lambo-Lamborghini  |       |              |          |        |
| NK      | 29   | Eric Bernard       | Lola-Ford          |       |              |          |        |
| NeK     | 8    | Mark Blundell      | Brabham-Yamaha     |       |              |          |        |
| NeK     | 31   | Naoki Hattori      | Coloni-Ford        |       |              |          |        |

## A világbajnokság élmezőnyének állása a verseny után
| H  | Versenyzők       | Pont | H  | Konstruktőrök    | Pont |
| -- | ---------------- | ---- | -- | ---------------- | ---- |
| 1. | Ayrton Senna     | 91   | 1. | McLaren-Honda    | 132  |
| 2. | Nigel Mansell    | 69   | 2. | Williams-Renault | 121  |
| 3. | Riccardo Patrese | 52   | 3. | Ferrari          | 55   |
| 4. | Gerhard Berger   | 41   | 4. | Benetton-Ford    | 39   |
| 5. | Alain Prost      | 34   | 5. | Jordan-Ford      | 13   |

## Statisztikák
Vezető helyen:
- Gerhard Berger: 18 (1-17 / 53)
- Ayrton Senna: 33 (18-21 / 24-52)
- Riccardo Patrese: 2 (22-23)

Gerhard Berger 6. győzelme, 8. pole-pozíciója, Ayrton Senna 17. leggyorsabb köre.
- McLaren 93. győzelme.